# Silba abstata
Silba abstata är en tvåvingeart som beskrevs av Mcalpine 1956. Silba abstata ingår i släktet Silba och familjen stjärtflugor.
Artens utbredningsområde är Sri Lanka. Inga underarter finns listade i Catalogue of Life.